# Blanche Caves
Blanche Caves är en grotta i Australien. Den ligger i kommunen Naracoorte and Lucindale och delstaten South Australia, omkring 310 kilometer sydost om delstatshuvudstaden Adelaide. Blanche Caves ligger 86 meter över havet.
Trakten runt Blanche Caves är nära nog obefolkad, med mindre än två invånare per kvadratkilometer.. Närmaste större samhälle är Naracoorte, nära Blanche Caves.
Trakten runt Blanche Caves består till största delen av jordbruksmark. Genomsnittlig årsnederbörd är 808 millimeter. Den regnigaste månaden är juli, med i genomsnitt 137 mm nederbörd, och den torraste är februari, med 17 mm nederbörd.